# طواف بريطانيا 2022
طواف بريطانيا 2022 (بالإنجليزية: 2022 Tour of Britain)‏ هو سباق دراجات هوائية، وهو الموسم الثامن عشر من طواف بريطانيا، وأقيم خلال الفترة من 4 سبتمبر 2022، وحتى 11 سبتمبر 2022 ضمن سباقات سلسلة سباقات الاتحاد الدولي للدراجات للمحترفين 2022.
فاز بالمركز الأول غونزالو سيرانو، وفاز بالمركز الثاني وفي تصنيف الجنسيات وفي ترتيب النقاط توم بيدكوك، وفاز بالمركز الثالث عمر فريل، وفاز في تصنيف الجبال Mathijs Paasschens ‏، وفاز في ترتيب الفرق فريق إنيوس، وفاز في تصنيف السرعة Matthew Teggart ‏.

## الفرق
| فرق عالمية (5)- Bora-Hansgrohe - Ineos Grenadiers - Israel-Premier Tech - Movistar Team - Team DSM فرق برو (6)- Bardiani-CSF-Faizanè - بنجوال باوليز ساوكس دبليو بي 2022 ‏ - كاجا رورال-سيغوروس 2022 ‏ - Human Powered Health - سبورت فلاندرين بالويس 2022 ‏ - أونو اكس برو سايكلنج تيم 2022 ‏ فرق قارية (6)- Global 6 United ‏ - Q36.5 Continental Team ‏ - Saint Piran (cycling team) ‏ - Ribble Weldtite ‏ - كانيون ايسبرج ‏ - ترينيتي رود ريسينغ 2022 ‏ فريق وطني- فريق المملكة المتحدة لركوب الدراجات للرجال 2022 ‏ |  |
| |  |

## المراحل
| قائمة المراحل | قائمة المراحل | قائمة المراحل                    | قائمة المراحل      | قائمة المراحل | قائمة المراحل | قائمة المراحل    | قائمة المراحل  |
| المرحلة       | التاريخ       | الدورة                           |                    | المسافة (كم)  | الارتفاع      | الفائز بالمرحلة  | القائد العام   |
| ------------- | ------------- | -------------------------------- | ------------------ | ------------- | ------------- | ---------------- | -------------- |
| المرحلة 1     | 4 سبتمبر      | Aberdeen – Glenshee Ski Centre ‏  | مرحلة جبلية متوسطة | 181٫3         | 2309 م        | كوربين سترونغ    | كوربين سترونغ  |
| المرحلة 2     | 5 سبتمبر      | هاويك ‏ – Duns, Scottish Borders ‏ | مرحلة جبلية        | 175٫2         | 1965 م        | سيس بول          | كوربين سترونغ  |
| المرحلة 3     | 6 سبتمبر      | Durham – سندرلاند                | مرحلة جبلية        | 163٫6         | 2002 م        | Kamiel Bonneu ‏   | بنجامين بيري   |
| المرحلة 4     | 7 سبتمبر      | ردكار – Duncombe Park Lodge ‏     | مرحلة جبلية متوسطة | 149٫5         | 2223 م        | غونزالو سيرانو   | غونزالو سيرانو |
| المرحلة 5     | 8 سبتمبر      | West Bridgford ‏ – منسفيلد ‏       | مرحلة مستوية       | 186٫8         | 1421 م        | Jordi Meeus ‏     | غونزالو سيرانو |
| المرحلة 6     | 9 سبتمبر      | Tewkesbury ‏ – غلوستر             | مرحلة جبلية        | 170٫9         | 1867 م        | تم إلغاء السباق ‏ |                |
| المرحلة 7     | 10 سبتمبر     | West Bay, Dorset ‏ – Ferndown ‏    | مرحلة جبلية        | 175٫9         | 1986 م        | تم إلغاء السباق ‏ |                |
| المرحلة 8     | 11 سبتمبر     | رايد ‏ – The Needles ‏             | مرحلة جبلية متوسطة | 148٫9         | 1828 م        | تم إلغاء السباق ‏ |                |

## النتيجة

### مرحلة 1
هي مرحلة جبلية متوسطة، أقيمت في 4 سبتمبر 2022، وامتدّت لمسافة 181.3 كيلومتر. فاز بالمركز الأول، وتصدر ترتيب النقاط والترتيب العام في نهاية المرحلة كوربين سترونغ، وتصدر ترتيب السرعة Matthew Teggart ‏، وتصدر ترتيب الفرق أونو اكس برو سايكلنج تيم 2022 ‏، وتصدر تصنيف القتال ماثيو جيبسون، وتصدر ترتيب التسلق ستيفن باسيت، وتصدر تصنيف الجنسيات توم بيدكوك.
| التصنيف العام         | التصنيف العام               | التصنيف العام             | التصنيف العام | التصنيف العام |
| العداء                | العداء                      | الفريق                    | الوقت         |               |
| --------------------- | --------------------------- | ------------------------- | ------------- | ------------- |
| 1                     | كوربين سترونغ               | إسرائيل - بريمير تيك      | 4 س 36 د 27 ث |               |
| 2                     | عمر فريل                    | Ineos Grenadiers          | + 4 ث         |               |
| 3                     | Anders Halland Johannessen ‏ | أونو اكس برو سايكلنج تيم ‏ | + 6 ث         |               |
| 4                     | غونزالو سيرانو              | موفيستار                  | + 10 ث        |               |
| 5                     | توم بيدكوك                  | Ineos Grenadiers          | + 10 ث        |               |
| 6                     | ديلان تيونز                 | إسرائيل - بريمير تيك      | + 10 ث        |               |
| 7                     | Filippo Fiorelli ‏           | Bardiani CSF Faizanè      | + 10 ث        |               |
| 8                     | Oscar Onley ‏                | Team DSM                  | + 10 ث        |               |
| 9                     | Anthon Charmig ‏             | أونو اكس برو سايكلنج تيم ‏ | + 10 ث        |               |
| 10                    | فيليبو زانا                 | Bardiani CSF Faizanè      | + 10 ث        |               |
|                       |                             |                           |               |               |
| مصدر: ProCyclingStats |                             |                           |               |               |

### مرحلة 2
هي مرحلة جبلية، أقيمت في 5 سبتمبر 2022، وامتدّت لمسافة 175.2 كيلومتر. فاز بالمركز الأول سيس بول، وتصدر ترتيب التسلق جاكوب سكوت ‏، وتصدر ترتيب الفرق سبورت فلاندرين بالويس 2022 ‏، وتصدر ترتيب السرعة Matthew Teggart ‏، وتصدر تصنيف القتال Adam Lewis ‏، وتصدر تصنيف الجنسيات جيك ستيوارت، وتصدر الترتيب العام في نهاية المرحلة وترتيب النقاط كوربين سترونغ.
| التصنيف العام         | التصنيف العام               | التصنيف العام                                    | التصنيف العام | التصنيف العام |
| العداء                | العداء                      | الفريق                                           | الوقت         |               |
| --------------------- | --------------------------- | ------------------------------------------------ | ------------- | ------------- |
| 1                     | كوربين سترونغ               | إسرائيل - بريمير تيك                             | 8 س 44 د 58 ث |               |
| 2                     | جيك ستيوارت                 | فريق المملكة المتحدة لركوب الدراجات للرجال 2022 ‏ | + 8 ث         |               |
| 3                     | عمر فريل                    | Ineos Grenadiers                                 | + 8 ث         |               |
| 4                     | Anders Halland Johannessen ‏ | أونو اكس برو سايكلنج تيم ‏                        | + 10 ث        |               |
| 5                     | توم بيدكوك                  | Ineos Grenadiers                                 | + 14 ث        |               |
| 6                     | غونزالو سيرانو              | موفيستار                                         | + 14 ث        |               |
| 7                     | Kenneth Van Rooy ‏           | سبورت فلاندرين بالويس ‏                           | + 14 ث        |               |
| 8                     | فيليكس جروس شارتنر          | بورا هانسغروه                                    | + 14 ث        |               |
| 9                     | إدوارد براديس               | كاجا رورال-سيغوروس ‏                              | + 14 ث        |               |
| 10                    | Filippo Fiorelli ‏           | Bardiani CSF Faizanè                             | + 14 ث        |               |
|                       |                             |                                                  |               |               |
| مصدر: ProCyclingStats |                             |                                                  |               |               |

### مرحلة 3
هي مرحلة جبلية، أقيمت في 6 سبتمبر 2022، وامتدّت لمسافة 163.6 كيلومتر. فاز بالمركز الأول Kamiel Bonneu ‏، وتصدر ترتيب التسلق جاكوب سكوت ‏، وتصدر ترتيب الفرق سبورت فلاندرين بالويس 2022 ‏، وتصدر ترتيب السرعة Matthew Teggart ‏، وتصدر تصنيف الجنسيات جيك ستيوارت، وتصدر الترتيب العام في نهاية المرحلة بنجامين بيري، وتصدر ترتيب النقاط كوربين سترونغ، وتصدر تصنيف القتال Alexandar Richardson ‏.
| التصنيف العام         | التصنيف العام               | التصنيف العام                                    | التصنيف العام  | التصنيف العام |
| العداء                | العداء                      | الفريق                                           | الوقت          |               |
| --------------------- | --------------------------- | ------------------------------------------------ | -------------- | ------------- |
| 1                     | بنجامين بيري                | كانيون ايسبرج ‏                                   | 12 س 50 د 31 ث |               |
| 2                     | كوربين سترونغ               | إسرائيل - بريمير تيك                             | + 7 ث          |               |
| 3                     | Mathijs Paasschens ‏         | بنجوال باوليز ساوكس دبليو بي ‏                    | + 11 ث         |               |
| 4                     | جيك ستيوارت                 | فريق المملكة المتحدة لركوب الدراجات للرجال 2022 ‏ | + 15 ث         |               |
| 5                     | عمر فريل                    | Ineos Grenadiers                                 | + 15 ث         |               |
| 6                     | Anders Halland Johannessen ‏ | أونو اكس برو سايكلنج تيم ‏                        | + 17 ث         |               |
| 7                     | غونزالو سيرانو              | موفيستار                                         | + 21 ث         |               |
| 8                     | توم بيدكوك                  | Ineos Grenadiers                                 | + 21 ث         |               |
| 9                     | Kenneth Van Rooy ‏           | سبورت فلاندرين بالويس ‏                           | + 21 ث         |               |
| 10                    | Filippo Fiorelli ‏           | Bardiani CSF Faizanè                             | + 21 ث         |               |
|                       |                             |                                                  |                |               |
| مصدر: ProCyclingStats |                             |                                                  |                |               |

### مرحلة 4
هي مرحلة جبلية متوسطة، أقيمت في 7 سبتمبر 2022، وامتدّت لمسافة 149.5 كيلومتر. فاز بالمركز الأول، وتصدر الترتيب العام في نهاية المرحلة غونزالو سيرانو، وتصدر ترتيب النقاط كوربين سترونغ، وتصدر ترتيب التسلق Mathijs Paasschens ‏، وتصدر تصنيف القتال ماغنوس شيفيلد، وتصدر ترتيب السرعة Matthew Teggart ‏، وتصدر تصنيف الجنسيات توم بيدكوك، وتصدر ترتيب الفرق فريق إنيوس.
| التصنيف العام         | التصنيف العام       | التصنيف العام                                    | التصنيف العام  | التصنيف العام |
| العداء                | العداء              | الفريق                                           | الوقت          |               |
| --------------------- | ------------------- | ------------------------------------------------ | -------------- | ------------- |
| 1                     | غونزالو سيرانو      | موفيستار                                         | 16 س 31 د 15 ث |               |
| 2                     | توم بيدكوك          | Ineos Grenadiers                                 | + 7 ث          |               |
| 3                     | عمر فريل            | Ineos Grenadiers                                 | + 7 ث          |               |
| 4                     | بنجامين بيري        | كانيون ايسبرج ‏                                   | + 7 ث          |               |
| 5                     | ديلان تيونز         | إسرائيل - بريمير تيك                             | + 10 ث         |               |
| 6                     | كوربين سترونغ       | إسرائيل - بريمير تيك                             | + 14 ث         |               |
| 7                     | Mathijs Paasschens ‏ | بنجوال باوليز ساوكس دبليو بي ‏                    | + 18 ث         |               |
| 8                     | جيك ستيوارت         | فريق المملكة المتحدة لركوب الدراجات للرجال 2022 ‏ | + 22 ث         |               |
| 9                     | ماغنوس شيفيلد       | Ineos Grenadiers                                 | + 24 ث         |               |
| 10                    | Kenneth Van Rooy ‏   | سبورت فلاندرين بالويس ‏                           | + 28 ث         |               |
|                       |                     |                                                  |                |               |
| مصدر: ProCyclingStats |                     |                                                  |                |               |

### مرحلة 5
هي مرحلة مستوية، أقيمت في 8 سبتمبر 2022، وامتدّت لمسافة 186.8 كيلومتر. فاز بالمركز الأول Jordi Meeus ‏، وتصدر تصنيف القتال Zeb Kyffin ‏، وتصدر ترتيب التسلق Mathijs Paasschens ‏، وتصدر ترتيب السرعة Matthew Teggart ‏، وتصدر ترتيب الفرق فريق إنيوس، وتصدر ترتيب النقاط وتصنيف الجنسيات توم بيدكوك، وتصدر الترتيب العام في نهاية المرحلة غونزالو سيرانو.
| التصنيف العام         | التصنيف العام       | التصنيف العام                                    | التصنيف العام  | التصنيف العام |
| العداء                | العداء              | الفريق                                           | الوقت          |               |
| --------------------- | ------------------- | ------------------------------------------------ | -------------- | ------------- |
| 1                     | غونزالو سيرانو      | موفيستار                                         | 20 س 53 د 01 ث |               |
| 2                     | توم بيدكوك          | Ineos Grenadiers                                 | + 3 ث          |               |
| 3                     | عمر فريل            | Ineos Grenadiers                                 | + 7 ث          |               |
| 4                     | بنجامين بيري        | كانيون ايسبرج ‏                                   | + 7 ث          |               |
| 5                     | ديلان تيونز         | إسرائيل - بريمير تيك                             | + 10 ث         |               |
| 6                     | كوربين سترونغ       | إسرائيل - بريمير تيك                             | + 14 ث         |               |
| 7                     | Mathijs Paasschens ‏ | بنجوال باوليز ساوكس دبليو بي ‏                    | + 17 ث         |               |
| 8                     | جيك ستيوارت         | فريق المملكة المتحدة لركوب الدراجات للرجال 2022 ‏ | + 22 ث         |               |
| 9                     | Alessandro Iacchi ‏  | Q36.5 Continental Team ‏                          | + 24 ث         |               |
| 10                    | ماغنوس شيفيلد       | Ineos Grenadiers                                 | + 24 ث         |               |
|                       |                     |                                                  |                |               |
| مصدر: ProCyclingStats |                     |                                                  |                |               |

### مرحلة 6
هي مرحلة جبلية، أقيمت في 9 سبتمبر 2022، وامتدّت لمسافة 170.9 كيلومتر. فاز بالمركز الأول تم إلغاء السباق ‏.

### مرحلة 7
هي مرحلة جبلية، أقيمت في 10 سبتمبر 2022، وامتدّت لمسافة 175.9 كيلومتر. فاز بالمركز الأول تم إلغاء السباق ‏.

### مرحلة 8
هي مرحلة جبلية متوسطة، أقيمت في 11 سبتمبر 2022، وامتدّت لمسافة 148.9 كيلومتر. فاز بالمركز الأول تم إلغاء السباق ‏.

## المشاركون
| Ineos Grenadiers IGD | Ineos Grenadiers IGD | Ineos Grenadiers IGD |
| -------------------- | -------------------- | -------------------- |
| م                    | عداء                 | مرتبة                |
| 1                    | توم بيدكوك           |                      |
| 2                    | أندريه أمادور        |                      |
| 3                    | عمر فريل             |                      |
| 4                    | ميكال كوياتكووسكي    |                      |
| 5                    | ريتشي بورت           |                      |
| 6                    | ماغنوس شيفيلد        |                      |

| Team DSM DSM | Team DSM DSM      | Team DSM DSM |
| ------------ | ----------------- | ------------ |
| م            | عداء              | مرتبة        |
| 11           | سيس بول           |              |
| 12           | كريس هاميلتون     |              |
| 13           | Leon Heinschke ‏   |              |
| 14           | Marius Mayrhofer ‏ |              |
| 15           | Oscar Onley ‏      |              |
| 16           | Max Poole ‏        |              |

| Israel-Premier Tech IPT | Israel-Premier Tech IPT | Israel-Premier Tech IPT |
| ----------------------- | ----------------------- | ----------------------- |
| م                       | عداء                    | مرتبة                   |
| 21                      | ديلان تيونز             |                         |
| 22                      | اليكس داوست             |                         |
| 23                      | Mason Hollyman ‏         |                         |
| 24                      | Reto Hollenstein ‏       |                         |
| 25                      | كوربين سترونغ           |                         |
| 26                      | مايكل وودز              |                         |

| Ribble Weldtite ‏ RWC | Ribble Weldtite ‏ RWC | Ribble Weldtite ‏ RWC |
| -------------------- | -------------------- | -------------------- |
| م                    | عداء                 | مرتبة                |
| 31                   | Finn Crockett ‏       | لم يبدأ-3            |
| 32                   | Red Walters ‏ (طريق)  | لم يكمل السباق-4     |
| 33                   | Zeb Kyffin ‏          |                      |
| 34                   | Ross Lamb‏            |                      |
| 35                   | Charlie Tanfield ‏    | لم يكمل السباق-4     |
| 36                   | Harry Tanfield ‏      | لم يكمل السباق-3     |

| بنجوال باوليز ساوكس دبليو بي ‏ BWB | بنجوال باوليز ساوكس دبليو بي ‏ BWB | بنجوال باوليز ساوكس دبليو بي ‏ BWB |
| --------------------------------- | --------------------------------- | --------------------------------- |
| م                                 | عداء                              | مرتبة                             |
| 41                                | Stanisław Aniołkowski ‏            |                                   |
| 42                                | Cériel Desal ‏                     |                                   |
| 43                                | Johan Meens ‏                      |                                   |
| 44                                | كيني مولي                         |                                   |
| 45                                | Mathijs Paasschens ‏               |                                   |
| 46                                | Dimitri Peyskens ‏                 |                                   |

| كاجا رورال-سيغوروس ‏ CJR | كاجا رورال-سيغوروس ‏ CJR | كاجا رورال-سيغوروس ‏ CJR |
| ----------------------- | ----------------------- | ----------------------- |
| م                       | عداء                    | مرتبة                   |
| 51                      | إدوارد براديس           |                         |
| 52                      | Fernando Barceló ‏       |                         |
| 53                      | Jon Barrenetxea ‏        |                         |
| 54                      | Calum Johnston ‏         |                         |
| 55                      | Sergio Martín ‏          |                         |
| 56                      | Joel Nicolau ‏           |                         |

| Human Powered Health HPM | Human Powered Health HPM | Human Powered Health HPM |
| ------------------------ | ------------------------ | ------------------------ |
| م                        | عداء                     | مرتبة                    |
| 61                       | ماثيو جيبسون             |                          |
| 62                       | Kristian Aasvold ‏        |                          |
| 63                       | ستيفن باسيت              |                          |
| 64                       | أوقست جنسن               |                          |
| 65                       | جافين مانيون             |                          |
| 66                       | Joey Rosskopf ‏           |                          |

| Bora-Hansgrohe BOH | Bora-Hansgrohe BOH        | Bora-Hansgrohe BOH |
| ------------------ | ------------------------- | ------------------ |
| م                  | عداء                      | مرتبة              |
| 71                 | Nils Politt ‏ (طريق)       |                    |
| 72                 | Shane Archbold ‏           |                    |
| 73                 | Jordi Meeus ‏              |                    |
| 74                 | ماركو هالر                | لم يكمل السباق-1   |
| 75                 | فيليكس جروس شارتنر (طريق) |                    |
| 76                 | لوكاس بوستلبيرغر          |                    |

| كانيون ايسبرج ‏ RDW | كانيون ايسبرج ‏ RDW | كانيون ايسبرج ‏ RDW |
| ------------------ | ------------------ | ------------------ |
| م                  | عداء               | مرتبة              |
| 81                 | جاكوب سكوت ‏        |                    |
| 82                 | Jim Brown ‏         |                    |
| 83                 | بنجامين بيري       |                    |
| 84                 | روبرت سكوت         |                    |
| 85                 | Matthew Teggart ‏   |                    |
| 86                 | روري تاونسند ‏      |                    |

| Bardiani CSF Faizanè BCF | Bardiani CSF Faizanè BCF | Bardiani CSF Faizanè BCF |
| ------------------------ | ------------------------ | ------------------------ |
| م                        | عداء                     | مرتبة                    |
| 91                       | فيليبو زانا (طريق)       |                          |
| 92                       | إنريكو باتاغلين          |                          |
| 93                       | Filippo Fiorelli ‏        |                          |
| 94                       | Davide Gabburo ‏          |                          |
| 95                       | Martin Marcellusi ‏       |                          |
| 96                       | ساشا مودولو              |                          |

| Movistar Team MOV | Movistar Team MOV | Movistar Team MOV |
| ----------------- | ----------------- | ----------------- |
| م                 | عداء              | مرتبة             |
| 101               | Iñigo Elosegui ‏   | لم يكمل السباق-5  |
| 102               | Abner González ‏   | لم يكمل السباق-3  |
| 103               | Matteo Jorgenson ‏ | لم يبدأ-4         |
| 104               | إيمانول إرفيتي    |                   |
| 105               | أوسكار رودريغيز   |                   |
| 106               | غونزالو سيرانو    |                   |

| أونو-إكس موبيليتي ‏ UXT | أونو-إكس موبيليتي ‏ UXT      | أونو-إكس موبيليتي ‏ UXT |
| ---------------------- | --------------------------- | ---------------------- |
| م                      | عداء                        | مرتبة                  |
| 111                    | Anthon Charmig ‏             |                        |
| 112                    | Anders Halland Johannessen ‏ |                        |
| 113                    | Martin Urianstad ‏           |                        |
| 114                    | نيكلاس لارسن                |                        |
| 115                    | راسموس تيلر                 |                        |
| 116                    | أندرس سكارسيث               |                        |

| Saint Piran (cycling team) ‏ SPC | Saint Piran (cycling team) ‏ SPC | Saint Piran (cycling team) ‏ SPC |
| ------------------------------- | ------------------------------- | ------------------------------- |
| م                               | عداء                            | مرتبة                           |
| 121                             | Alexandar Richardson ‏           |                                 |
| 122                             | Adam Lewis ‏                     |                                 |
| 123                             | Leon Mazzone ‏                   |                                 |
| 124                             | Harry Birchill ‏                 |                                 |
| 125                             | Cooper Sayers ‏                  |                                 |
| 126                             | Jack Rootkin-Gray ‏              |                                 |

| Global 6 United ‏ GLC | Global 6 United ‏ GLC | Global 6 United ‏ GLC |
| -------------------- | -------------------- | -------------------- |
| م                    | عداء                 | مرتبة                |
| 131                  | James Mitri ‏         |                      |
| 132                  | Kiaan Watts‏          |                      |
| 133                  | Dylan Sunderland ‏    |                      |
| 134                  | Nícolas Sessler ‏     |                      |
| 135                  | Ukko Peltonen ‏       | لم يبدأ-4            |
| 136                  | Conor Schunk‏         | لم يبدأ-3            |

| Q36.5 Continental Team ‏ T4Q | Q36.5 Continental Team ‏ T4Q | Q36.5 Continental Team ‏ T4Q |
| --------------------------- | --------------------------- | --------------------------- |
| م                           | عداء                        | مرتبة                       |
| 141                         | Negasi Haylu Abreha ‏        |                             |
| 142                         | Nahom Zeray ‏                |                             |
| 143                         | Luca Coati ‏                 | لم يبدأ-4                   |
| 144                         | Alessandro Iacchi ‏          |                             |
| 145                         | Nicolò Parisini ‏            |                             |
| 146                         | Travis Stedman‏              |                             |

| فريق المملكة المتحدة لركوب الدراجات للرجال 2022 ‏ GBR | فريق المملكة المتحدة لركوب الدراجات للرجال 2022 ‏ GBR | فريق المملكة المتحدة لركوب الدراجات للرجال 2022 ‏ GBR |
| ---------------------------------------------------- | ---------------------------------------------------- | ---------------------------------------------------- |
| م                                                    | عداء                                                 | مرتبة                                                |
| 151                                                  | كونور سويفت                                          |                                                      |
| 152                                                  | Bob Donaldson (cyclist) ‏                             |                                                      |
| 153                                                  | جيك ستيوارت                                          |                                                      |
| 154                                                  | Samuel Watson (cyclist) ‏                             |                                                      |
| 155                                                  | Joshua Giddings (cyclist) ‏                           |                                                      |
| 156                                                  | Josh Charlton ‏                                       |                                                      |

| سبورت فلاندرين بالويس ‏ SVB | سبورت فلاندرين بالويس ‏ SVB | سبورت فلاندرين بالويس ‏ SVB |
| -------------------------- | -------------------------- | -------------------------- |
| م                          | عداء                       | مرتبة                      |
| 161                        | Kamiel Bonneu ‏             |                            |
| 162                        | Lindsay De Vylder ‏         |                            |
| 163                        | جوليان ميرتينز ‏            |                            |
| 164                        | Aaron Van Poucke ‏          |                            |
| 165                        | Kenneth Van Rooy ‏          |                            |
| 166                        | Ward Vanhoof ‏              |                            |

| ترينيتي رود ريسينغ ‏ TRI | ترينيتي رود ريسينغ ‏ TRI | ترينيتي رود ريسينغ ‏ TRI |
| ----------------------- | ----------------------- | ----------------------- |
| م                       | عداء                    | مرتبة                   |
| 171                     | Luke Lamperti ‏          |                         |
| 172                     | Sam Culverwell ‏         |                         |
| 173                     | Thomas Gloag ‏           |                         |
| 174                     | Lukas Nerurkar ‏         |                         |
| 175                     | Oliver Rees‏             |                         |
| 176                     | Liam Johnston‏           |                         |

| Ineos Grenadiers IGD | Ineos Grenadiers IGD | Ineos Grenadiers IGD |
| -------------------- | -------------------- | -------------------- |
| م                    | عداء                 | مرتبة                |
| 1                    | توم بيدكوك           |                      |
| 2                    | أندريه أمادور        |                      |
| 3                    | عمر فريل             |                      |
| 4                    | ميكال كوياتكووسكي    |                      |
| 5                    | ريتشي بورت           |                      |
| 6                    | ماغنوس شيفيلد        |                      |

| Team DSM DSM | Team DSM DSM      | Team DSM DSM |
| ------------ | ----------------- | ------------ |
| م            | عداء              | مرتبة        |
| 11           | سيس بول           |              |
| 12           | كريس هاميلتون     |              |
| 13           | Leon Heinschke ‏   |              |
| 14           | Marius Mayrhofer ‏ |              |
| 15           | Oscar Onley ‏      |              |
| 16           | Max Poole ‏        |              |

| Israel-Premier Tech IPT | Israel-Premier Tech IPT | Israel-Premier Tech IPT |
| ----------------------- | ----------------------- | ----------------------- |
| م                       | عداء                    | مرتبة                   |
| 21                      | ديلان تيونز             |                         |
| 22                      | اليكس داوست             |                         |
| 23                      | Mason Hollyman ‏         |                         |
| 24                      | Reto Hollenstein ‏       |                         |
| 25                      | كوربين سترونغ           |                         |
| 26                      | مايكل وودز              |                         |

| Ribble Weldtite ‏ RWC | Ribble Weldtite ‏ RWC | Ribble Weldtite ‏ RWC |
| -------------------- | -------------------- | -------------------- |
| م                    | عداء                 | مرتبة                |
| 31                   | Finn Crockett ‏       | لم يبدأ-3            |
| 32                   | Red Walters ‏ (طريق)  | لم يكمل السباق-4     |
| 33                   | Zeb Kyffin ‏          |                      |
| 34                   | Ross Lamb‏            |                      |
| 35                   | Charlie Tanfield ‏    | لم يكمل السباق-4     |
| 36                   | Harry Tanfield ‏      | لم يكمل السباق-3     |

| بنجوال باوليز ساوكس دبليو بي ‏ BWB | بنجوال باوليز ساوكس دبليو بي ‏ BWB | بنجوال باوليز ساوكس دبليو بي ‏ BWB |
| --------------------------------- | --------------------------------- | --------------------------------- |
| م                                 | عداء                              | مرتبة                             |
| 41                                | Stanisław Aniołkowski ‏            |                                   |
| 42                                | Cériel Desal ‏                     |                                   |
| 43                                | Johan Meens ‏                      |                                   |
| 44                                | كيني مولي                         |                                   |
| 45                                | Mathijs Paasschens ‏               |                                   |
| 46                                | Dimitri Peyskens ‏                 |                                   |

| كاجا رورال-سيغوروس ‏ CJR | كاجا رورال-سيغوروس ‏ CJR | كاجا رورال-سيغوروس ‏ CJR |
| ----------------------- | ----------------------- | ----------------------- |
| م                       | عداء                    | مرتبة                   |
| 51                      | إدوارد براديس           |                         |
| 52                      | Fernando Barceló ‏       |                         |
| 53                      | Jon Barrenetxea ‏        |                         |
| 54                      | Calum Johnston ‏         |                         |
| 55                      | Sergio Martín ‏          |                         |
| 56                      | Joel Nicolau ‏           |                         |

| Human Powered Health HPM | Human Powered Health HPM | Human Powered Health HPM |
| ------------------------ | ------------------------ | ------------------------ |
| م                        | عداء                     | مرتبة                    |
| 61                       | ماثيو جيبسون             |                          |
| 62                       | Kristian Aasvold ‏        |                          |
| 63                       | ستيفن باسيت              |                          |
| 64                       | أوقست جنسن               |                          |
| 65                       | جافين مانيون             |                          |
| 66                       | Joey Rosskopf ‏           |                          |

| Bora-Hansgrohe BOH | Bora-Hansgrohe BOH        | Bora-Hansgrohe BOH |
| ------------------ | ------------------------- | ------------------ |
| م                  | عداء                      | مرتبة              |
| 71                 | Nils Politt ‏ (طريق)       |                    |
| 72                 | Shane Archbold ‏           |                    |
| 73                 | Jordi Meeus ‏              |                    |
| 74                 | ماركو هالر                | لم يكمل السباق-1   |
| 75                 | فيليكس جروس شارتنر (طريق) |                    |
| 76                 | لوكاس بوستلبيرغر          |                    |

| كانيون ايسبرج ‏ RDW | كانيون ايسبرج ‏ RDW | كانيون ايسبرج ‏ RDW |
| ------------------ | ------------------ | ------------------ |
| م                  | عداء               | مرتبة              |
| 81                 | جاكوب سكوت ‏        |                    |
| 82                 | Jim Brown ‏         |                    |
| 83                 | بنجامين بيري       |                    |
| 84                 | روبرت سكوت         |                    |
| 85                 | Matthew Teggart ‏   |                    |
| 86                 | روري تاونسند ‏      |                    |

| Bardiani CSF Faizanè BCF | Bardiani CSF Faizanè BCF | Bardiani CSF Faizanè BCF |
| ------------------------ | ------------------------ | ------------------------ |
| م                        | عداء                     | مرتبة                    |
| 91                       | فيليبو زانا (طريق)       |                          |
| 92                       | إنريكو باتاغلين          |                          |
| 93                       | Filippo Fiorelli ‏        |                          |
| 94                       | Davide Gabburo ‏          |                          |
| 95                       | Martin Marcellusi ‏       |                          |
| 96                       | ساشا مودولو              |                          |

| Movistar Team MOV | Movistar Team MOV | Movistar Team MOV |
| ----------------- | ----------------- | ----------------- |
| م                 | عداء              | مرتبة             |
| 101               | Iñigo Elosegui ‏   | لم يكمل السباق-5  |
| 102               | Abner González ‏   | لم يكمل السباق-3  |
| 103               | Matteo Jorgenson ‏ | لم يبدأ-4         |
| 104               | إيمانول إرفيتي    |                   |
| 105               | أوسكار رودريغيز   |                   |
| 106               | غونزالو سيرانو    |                   |

| أونو-إكس موبيليتي ‏ UXT | أونو-إكس موبيليتي ‏ UXT      | أونو-إكس موبيليتي ‏ UXT |
| ---------------------- | --------------------------- | ---------------------- |
| م                      | عداء                        | مرتبة                  |
| 111                    | Anthon Charmig ‏             |                        |
| 112                    | Anders Halland Johannessen ‏ |                        |
| 113                    | Martin Urianstad ‏           |                        |
| 114                    | نيكلاس لارسن                |                        |
| 115                    | راسموس تيلر                 |                        |
| 116                    | أندرس سكارسيث               |                        |

| Saint Piran (cycling team) ‏ SPC | Saint Piran (cycling team) ‏ SPC | Saint Piran (cycling team) ‏ SPC |
| ------------------------------- | ------------------------------- | ------------------------------- |
| م                               | عداء                            | مرتبة                           |
| 121                             | Alexandar Richardson ‏           |                                 |
| 122                             | Adam Lewis ‏                     |                                 |
| 123                             | Leon Mazzone ‏                   |                                 |
| 124                             | Harry Birchill ‏                 |                                 |
| 125                             | Cooper Sayers ‏                  |                                 |
| 126                             | Jack Rootkin-Gray ‏              |                                 |

| Global 6 United ‏ GLC | Global 6 United ‏ GLC | Global 6 United ‏ GLC |
| -------------------- | -------------------- | -------------------- |
| م                    | عداء                 | مرتبة                |
| 131                  | James Mitri ‏         |                      |
| 132                  | Kiaan Watts‏          |                      |
| 133                  | Dylan Sunderland ‏    |                      |
| 134                  | Nícolas Sessler ‏     |                      |
| 135                  | Ukko Peltonen ‏       | لم يبدأ-4            |
| 136                  | Conor Schunk‏         | لم يبدأ-3            |

| Q36.5 Continental Team ‏ T4Q | Q36.5 Continental Team ‏ T4Q | Q36.5 Continental Team ‏ T4Q |
| --------------------------- | --------------------------- | --------------------------- |
| م                           | عداء                        | مرتبة                       |
| 141                         | Negasi Haylu Abreha ‏        |                             |
| 142                         | Nahom Zeray ‏                |                             |
| 143                         | Luca Coati ‏                 | لم يبدأ-4                   |
| 144                         | Alessandro Iacchi ‏          |                             |
| 145                         | Nicolò Parisini ‏            |                             |
| 146                         | Travis Stedman‏              |                             |

| فريق المملكة المتحدة لركوب الدراجات للرجال 2022 ‏ GBR | فريق المملكة المتحدة لركوب الدراجات للرجال 2022 ‏ GBR | فريق المملكة المتحدة لركوب الدراجات للرجال 2022 ‏ GBR |
| ---------------------------------------------------- | ---------------------------------------------------- | ---------------------------------------------------- |
| م                                                    | عداء                                                 | مرتبة                                                |
| 151                                                  | كونور سويفت                                          |                                                      |
| 152                                                  | Bob Donaldson (cyclist) ‏                             |                                                      |
| 153                                                  | جيك ستيوارت                                          |                                                      |
| 154                                                  | Samuel Watson (cyclist) ‏                             |                                                      |
| 155                                                  | Joshua Giddings (cyclist) ‏                           |                                                      |
| 156                                                  | Josh Charlton ‏                                       |                                                      |

| سبورت فلاندرين بالويس ‏ SVB | سبورت فلاندرين بالويس ‏ SVB | سبورت فلاندرين بالويس ‏ SVB |
| -------------------------- | -------------------------- | -------------------------- |
| م                          | عداء                       | مرتبة                      |
| 161                        | Kamiel Bonneu ‏             |                            |
| 162                        | Lindsay De Vylder ‏         |                            |
| 163                        | جوليان ميرتينز ‏            |                            |
| 164                        | Aaron Van Poucke ‏          |                            |
| 165                        | Kenneth Van Rooy ‏          |                            |
| 166                        | Ward Vanhoof ‏              |                            |

| ترينيتي رود ريسينغ ‏ TRI | ترينيتي رود ريسينغ ‏ TRI | ترينيتي رود ريسينغ ‏ TRI |
| ----------------------- | ----------------------- | ----------------------- |
| م                       | عداء                    | مرتبة                   |
| 171                     | Luke Lamperti ‏          |                         |
| 172                     | Sam Culverwell ‏         |                         |
| 173                     | Thomas Gloag ‏           |                         |
| 174                     | Lukas Nerurkar ‏         |                         |
| 175                     | Oliver Rees‏             |                         |
| 176                     | Liam Johnston‏           |                         |

## الفائزون
| الترتيب | الفائز |
| ------- | ------ |

## وصلات خارجية
- الموقع الرسمي
- لمحة عن سباق طواف بريطانيا 2022 على موقع  ProCyclingStats   (برو  سايكلنج  ستاتس) - إحصاءات  محترفي  الدراجات.
- طواف بريطانيا 2022 على موقع إحصائيات الدراجات الإحترافية (الإنجليزية)